# Memoriał Alfreda Smoczyka 1960
X Memoriał Alfreda Smoczyka odbył się 2 października 1960 r. Wygrał bydgoszczanin Norbert Świtała.

## Wyniki
2 października 1960 r. (niedziela), Stadion im. Alfreda Smoczyka (Leszno)
| Msc. | Zawodnik                | Klub              | Pkt |           |  |
| ---- | ----------------------- | ----------------- | --- | --------- |  |
| 1    | (4) Norbert Świtała     | Polonia Bydgoszcz | 12  | (3,3,3,3) |  |
| 2    | (5) Mieczysław Połukard | Polonia Bydgoszcz | 11  | (3,3,3,2) |  |
| 3    | (7) Jan Kusiak          | Unia Leszno       | 8   | (2,3,0,3) |  |
| 4    | (10) Zdzisław Waliński  | Unia Leszno       | 8   | (1,2,2,3) |  |
| 5    | (3) Stefan Kępa         | Stal Rzeszów      | 7   | (d,3,2,2) |  |
| 6    | (12) Jan Malinowski     | Stal Rzeszów      | 7   | (1,2,2,2) |  |
| 7    | (8) Marian Kaiser       | Legia Gdańsk      | 7   | (2,2,1,2) |  |
| 8    | (9) Paweł Waloszek      | Legia Gdańsk      | 6   | (3,1,1,1) |  |
| 9    | (13) Edward Kupczyński  | Polonia Bydgoszcz | 4   | (d,1,3,0) |  |
| 10   | (6) Janusz Kościelak    | Stal Rzeszów      | 3   | (2,0,1,u) |  |
| 11   | (11) Kazimierz Bentke   | Unia Leszno       | 3   | (1,1,1,d) |  |
| 12   | (2) Stanisław Tkocz     | Górnik Rybnik     | 2   | (0,0,1,1) |  |
| 13   | (1) Jan Kolber          | Unia Leszno       | 0   | (d,-,-,-) |  |
|      | (R1) Marian Bartkowiak  | Unia Leszno       | 0   | (0,0,0)   |  |